# Chiesa di Santa Maria della Pace ai Parioli
La chiesa di Santa Maria della Pace ai Parioli è una chiesa di Roma, nel quartiere Pinciano, in viale Bruno Buozzi.
È la chiesa prelatizia dell'Opus Dei, che conserva i resti mortali del suo fondatore. Il fonte battesimale della chiesa è quello in cui fu battezzato Josemaría Escrivá de Balaguer nel 1902, donato dalla diocesi di Barbastro a questa chiesa.

## Persone sepolte nella Chiesa
- Nell'altare è sepolto San Josemaría Escrivá de Balaguer (1902 - 1975), fondatore dell'Opus Dei[1].
- Nella cripta sono sepolti il beato Álvaro del Portillo (1914 - 1994), vescovo e primo successore di San Josemaría alla guida dell'Opus Dei,[1] Javier Echevarría Rodríguez (1932 - 2016), suo successore, e Dora del Hoyo (1914 - 2004).
- Nella sottocripta è sepolta Carmen Escrivá, sorella di San Josemaría.